# Beyond Castle Wolfenstein
Beyond Castle Wolfenstein est un jeu vidéo d'action et d'infiltration développé et édité par Muse Software, sorti en 1984 sur DOS, Apple II, Atari 8-bit et Commodore 64.